# Bombylius halli
Bombylius halli är en tvåvingeart som beskrevs av Neal L. Evenhuis och Tabet 1981. Bombylius halli ingår i släktet Bombylius och familjen svävflugor.
Artens utbredningsområde är Idaho. Inga underarter finns listade i Catalogue of Life.